# Comissão Federal de Comunicações
Comissão Federal de Comunicações (em inglês:  Federal Communications Commission - FCC) é o órgão regulador da área de telecomunicações e radiodifusão dos Estados Unidos criado em 1934 dentro do programa New Deal.
Tem como competência a fiscalização do espectro norte-americano de radiofrequência, a atribuição de canais de rádio e TV, serviços de telefonia e TV por assinatura.
É composta por cinco conselheiros, que deliberam sobre todas as questões que envolvem a área da mídia eletrônica e das telecomunicações dos EUA. Atualmente é presidida pelo conselheiro Ajit Pai.
Todo o equipamento elétrico ou eletrônico produzido ou comercializado nos Estados Unidos deve ter um registro na FCC e recebe um número categorizado chamado FCCID. Este número pode ser pesquisado para a identificação de aparelhos cujo fabricante ou modelo não é evidente.